# Zdeněk Kolář
Zdeněk Kolář (* 9. Oktober 1996 in Bystřice nad Pernštejnem) ist ein tschechischer Tennisspieler.

## Karriere
Zdeněk Kolář begann mit sieben Jahren Tennis zu spielen und konnte bereits als Junior einen ersten Turniererfolg feiern. Sein bestes Ranking in der Juniorenweltrangliste war ein 67. Platz.
2013 bestritt er sein erstes Profimatch auf der drittklassigen ITF Future Tour, 2014 auch auf der zweitklassigen ATP Challenger Tour im Doppel. Auf der Future Tour konnte er bislang vier Einzel- und fünf Doppeltitel gewinnen.
Seine erfolgreichste Saison war 2017, als er seine ersten Titel im Doppel auf der Challenger Tour gewinnen konnte. In Samarqand konnte er sich gemeinsam mit Laurynas Grigelis gegen das indische Duo Prajnesh Gunneswaran und Vishnu Vardhan durchsetzen. Ein weiterer Titel mit Grigelis folgte in Liberec und an der Seite seines Landsmanns Roman Jebavý in Cordenons. Durch diese Erfolge schaffte er mit einem 138. Rang seine beste Platzierung in der Doppelweltrangliste. Im Einzel schaffte er noch nicht den Sprung unter die Top-200 mit einem 218. Rang als seine beste Platzierung.
Im Erstrundenmatch des Davis Cup 2017 gegen Australien war Kolář zunächst gemeinsam mit Radek Štěpánek für das Doppel vorgesehen, kam letztlich jedoch doch nicht zum Einsatz.

## Erfolge

### Turniere
| Legende (Anzahl der Siege) |
| Grand Slam                 |
| ATP Finals                 |
| ATP Tour Masters 1000      |
| ATP Tour 500               |
| ATP Tour 250               |
| ATP Challenger Tour (28)   |

### Einzel
| Nr. | Datum              | Turnier | Belag | Finalgegner     | Ergebnis      |
| --- | ------------------ | ------- | ----- | --------------- | ------------- |
| 1.  | 4. April 2021      | Oeiras  | Sand  | Gastão Elias    | 6:4, 7:5      |
| 2.  | 18. Juli 2021      | Iași    | Sand  | Hugo Gaston     | 7:5, 4:6, 6:4 |
| 3.  | 19. September 2021 | Stettin | Sand  | Kamil Majchrzak | 7:64, 7:5     |
| 4.  | 30. April 2023     | Ostrava | Sand  | Máté Valkusz    | 6:3, 6:2      |
| 5.  | 16. August 2025    | Sofia   | Sand  | Murkel Dellien  | 6:2, 6:2      |

### Doppel
| Nr. | Datum              | Turnier       | Belag         | Partner             | Finalgegner                                     | Ergebnis          |
| --- | ------------------ | ------------- | ------------- | ------------------- | ----------------------------------------------- | ----------------- |
| 1.  | 19. Mai 2017       | Samarqand     | Sand          | Laurynas Grigelis   | Prajnesh Gunneswaran Vishnu Vardhan             | 7:62, 6:3         |
| 2.  | 5. August 2017     | Liberec       | Sand          | Laurynas Grigelis   | Tomasz Bednarek David Pel                       | 6:3, 6:4          |
| 3.  | 19. August 2017    | Cordenons     | Sand          | Roman Jebavý        | Matwé Middelkoop Igor Zelenay                   | 6:2, 6:3          |
| 4.  | 5. Oktober 2018    | Almaty        | Hartplatz     | Lukáš Rosol         | Jewgeni Karlowski Timur Chabibulin              | 6:3, 6:1          |
| 5.  | 20. Januar 2019    | Koblenz       | Hartplatz (i) | Adam Pavlásek       | Jürgen Melzer Filip Polášek                     | 6:3, 6:4          |
| 6.  | 23. Februar 2019   | Bergamo (1)   | Hartplatz (i) | Laurynas Grigelis   | Dustin Brown Tomislav Brkić                     | 7:5, 7:67         |
| 7.  | 22. Februar 2020   | Bergamo (2)   | Hartplatz (i) | Julian Ocleppo      | Luca Margaroli Andrea Vavassori                 | 6:4, 6:3          |
| 8.  | 11. September 2020 | Prostějov     | Sand          | Lukáš Rosol         | N. Sriram Balaji Divij Sharan                   | 6:2, 2:6, [10:6]  |
| 9.  | 5. Dezember 2020   | Maia          | Sand (i)      | Andrea Vavassori    | Lloyd Glasspool Harri Heliövaara                | 6:3, 6:4          |
| 10. | 13. Februar 2021   | Potchefstroom | Hartplatz     | Marc-Andrea Hüsler  | Peter Polansky Brayden Schnur                   | 6:4, 2:6, [10:4]  |
| 11. | 31. Juli 2021      | Posen         | Sand          | Jiří Lehečka        | Karol Drzewiecki Aleksandar Vukic               | 6:4, 3:6, [10:5]  |
| 12. | 14. August 2021    | San Marino    | Sand          | Luis David Martínez | Rafael Matos João Menezes                       | 1:6, 6:3, [10:3]  |
| 13. | 6. November 2021   | Bergamo (3)   | Hartplatz (i) | Jiří Lehečka        | Lloyd Glasspool Harri Heliövaara                | 6:4, 6:4          |
| 14. | 8. Januar 2022     | Traralgon     | Hartplatz     | Manuel Guinard      | Marc-Andrea Hüsler Dominic Stricker             | 6:3, 6:4          |
| 15. | 26. März 2022      | Zadar (1)     | Sand          | Andrea Vavassori    | Franco Agamenone Manuel Guinard                 | 3:6, 7:67, [10:6] |
| 16. | 30. Juli 2022      | Zug           | Sand          | Adam Pavlásek       | Karol Drzewiecki Patrik Niklas-Salminen         | 6:3, 7:5          |
| 17. | 1. Oktober 2022    | Lissabon (1)  | Sand          | Gonçalo Oliveira    | Wladyslaw Manafow Oleh Prychodko                | 6:1, 7:64         |
| 18. | 9. September 2023  | Tulln         | Sand          | Blaž Rola           | Piotr Matuszewski Kai Wehnelt                   | 6:4, 4:6, [10:6]  |
| 19. | 7. Oktober 2023    | Lissabon (2)  | Sand          | Karol Drzewiecki    | Jaime Faria Henrique Rocha                      | 6:2, 7:65         |
| 20. | 11. November 2023  | Matsuyama     | Hartplatz     | Karol Drzewiecki    | Toshihide Matsui Kaito Uesugi                   | 6:3, 6:2          |
| 21. | 6. April 2024      | Barletta      | Sand          | Tseng Chun-hsin     | Théo Arribagé Benjamin Bonzi                    | 1:6, 6:3, [10:7]  |
| 22. | 22. März 2025      | Zadar (2)     | Sand          | Neil Oberleitner    | Denys Moltschanow Mick Veldheer                 | 6:3, 6:4          |
| 23. | 17. Mai 2025       | Bogotá        | Sand          | Luís Britto         | Conner Huertas del Pino Arklon Huertas del Pino | 6:4, 7:64         |

## Abschneiden bei Grand-Slam-Turnieren

### Einzel
| Turnier         | 2017 | 2018 | 2019 | 2020 | 2021 | 2022 | 2023 | 2024 | Karriere |
| --------------- | ---- | ---- | ---- | ---- | ---- | ---- | ---- | ---- | -------- |
| Australian Open | Q1   | Q2   | Q1   | Q1   | Q1   | Q2   | —    | Q1   | —        |
| French Open     | —    | Q3   | Q1   | Q1   | Q1   | 2    | Q2   | Q2   | 2        |
| Wimbledon       | —    | Q2   | Q1   |      | Q2   | 1    | Q1   | —    | 1        |
| US Open         | —    | Q1   | Q2   | —    | Q2   | Q1   | Q3   | —    | —        |

Zeichenerklärung: S = Turniersieg; F, HF, VF, AF = Einzug ins Finale / Halbfinale / Viertelfinale / Achtelfinale; 1, 2, 3 = Ausscheiden in der 1. / 2. / 3. Hauptrunde; Q1, Q2, Q3 = Ausscheiden in der 1. / 2. / 3. Qualifikationsrunde; nicht ausgetragen